# Square Samuel-Rousseau

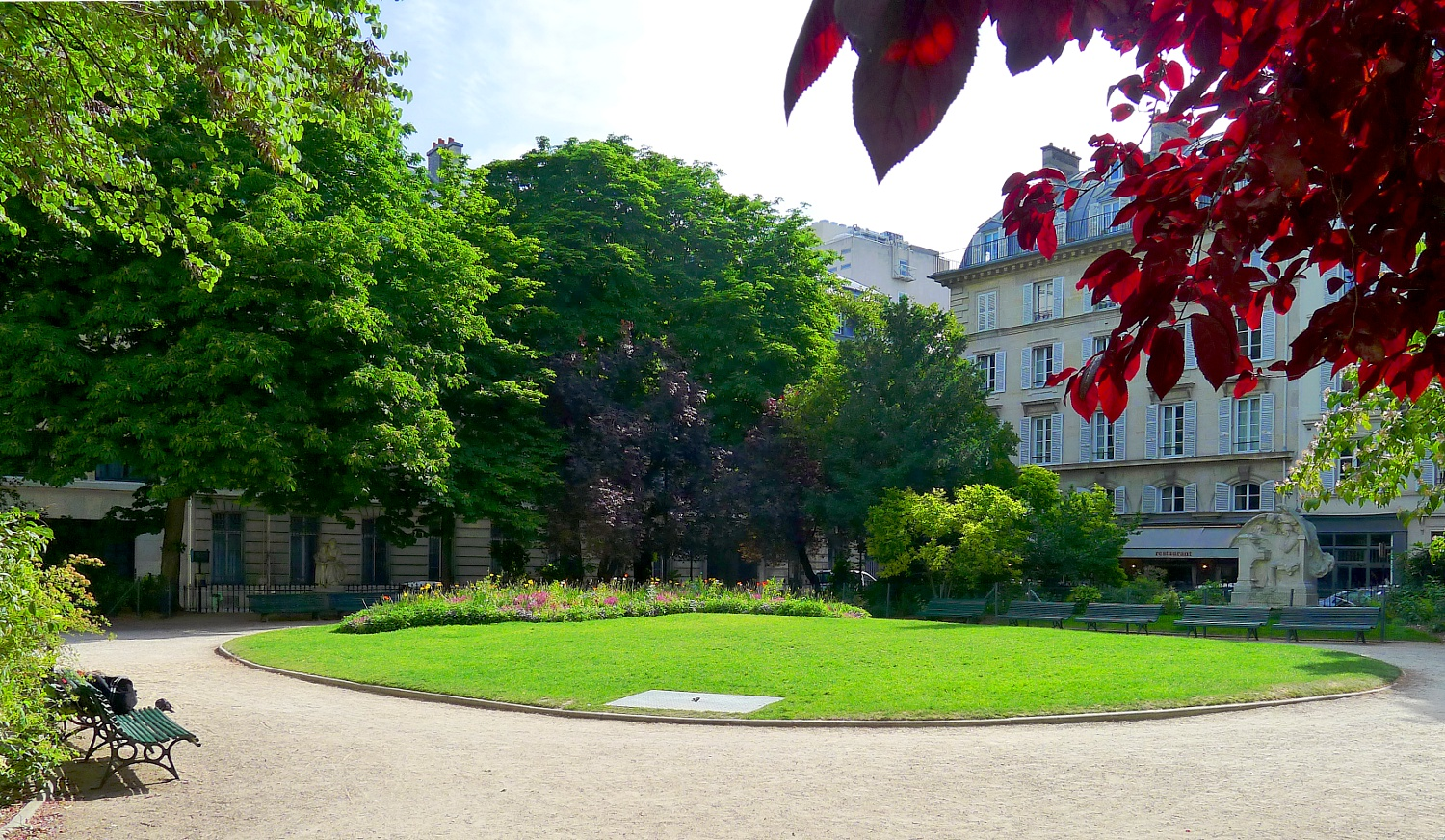
Square Samuel Rousseau i Paris

Square Samuel Rousseau är en park i Paris, belägen mellan Rue Saint-Dominique och basilikan Sainte-Clotilde i 7:e arrondissementet. Parken är uppkallad efter tonsättaren Samuel Rousseau, som var kapellmästare i Sainte-Clotilde. 
I parken finns två statyer: L'Éducation maternelle (1875) av Eugène Delaplanche och ett monument över César Franck (1891) av Alfred Lenoir. 